# Ампер (підводна гора)
35°02′ пн. ш. 12°54′ зх. д. / 35.033° пн. ш. 12.900° зх. д.

Підводна гора Ампер

Підводна гора Ампер — підводна гора в Атлантичному океані, за 410 км на південний захід від Португалії та за 470 км на захід від Марокко.
Розміри цієї підводної гори приблизно 90 x 40 км, її основа знаходиться на глибині приблизно 4500 м. 
Рельєф вершини досить неспокійний з плато вершини розміром 6х3 км на глибині 120 м і піком, що досягає 55 м під поверхнею води.
У березні 1974 року радянське науково-дослідне судно «Академік Петровський» здійснило експедицію для дослідження підводних гір Ампера і Жозефіни. Підводні фотографії, зроблені під час цієї експедиції, показали кам’яну стіну, яка включала оброблені кам’яні блоки, розкидані з обох боків. 
Також на плоскій вершині підводної гори Ампера було сфотографовано те, що виглядає як штучні сходи, частково вкриті лавою. 
Це стало підставою для припущень, що це могло бути місцем знаходження легендарної Атлантиди